# Paul Meister (Fechter)
Paul Meister (* 20. Januar 1926 in Basel; † 17. Dezember 2018) war ein Schweizer Degenfechter und Romanist.

## Erfolge
Paul Meister wurde 1954 an der Universität Basel mit einer Arbeit über den französischen Autor, Historiker und Enzyklopädisten Charles Duclos promoviert.
Als Fechter nahm er an drei Olympischen Spielen teil: bei den Olympischen Spielen 1952 in Helsinki gewann er im Mannschaftswettbewerb die Bronzemedaille. Zur Mannschaft gehörten neben ihm Mario Valota, Paul Barth, Otto Rüfenacht, Willy Fitting und Oswald Zappelli. In der Einzelkonkurrenz schied er mit 1:6-Siegen als Achter seiner Gruppe in der Viertelfinalrunde aus. 1960 schloss er in Rom die Mannschaftskonkurrenz mit der Schweizer Equipe auf dem fünften und 1964 in Tokio auf dem siebten Rang ab. 1956 wurde er Schweizer Meister im Degen-Einzel.
Meister war von 1943 bis zu seinem Tod Mitglied bei der Fechtgesellschaft Basel, deren Ehrenmitglied er war.